# Rossella racovitzae
Rossella racovitzae är en svampdjursart. Rossella racovitzae ingår i släktet Rossella och familjen Rossellidae.

## Underarter
Arten delas in i följande underarter:
- R. r. racovitzae
- R. r. microdiscina
- R. r. hexactinophila